# الکساندر بولشونف
الکساندر بولشونف (روسی: Александр Александрович Большунов؛ زادهٔ ۳۱ دسامبر ۱۹۹۶) اسکی‌باز صحرانوردی اهل روسیه است.
وی همچنین برندهٔ جوایزی همچون نشان دوستی شده‌است.